# Dynah Psyché
Dynah Psyché, née le 18 juillet 1955, est une écrivaine québécoise originaire de Martinique. Ancienne professeur de français et bibliothécaire dans plusieurs pays, elle vit au Canada depuis quelques années.

## Œuvres
- Gaïg (Édition Michel Quintin)[3] :
  - Tome 1 : La prophétie des Nains
  - Tome 2 : La forêt de Nsaï
  - Tome 3 : L'appel de la mer
  - Tome 4 : L'île des Disparus
  - Tome 5 : La Lignée sacrée
  - Tome 6 : Les bandits des mers
  - Tome 7 : La vague d'argent
  - Tome 8 : L'Archipel de Faïmano
  - Tome 9 : Le jardin d'Afo
  - Tome 10 : La matriarche
- Pourquoi Chien laisse-t-il pendre sa langue ? (Conte de la Martinique aux Éditions des 400 coups, avec ill. S.M. Levay).
- La tortue et l'araignée (Conte créole aux Éditions de l'Isatis.)
- Cyclone (Pour adultes, aux Éditions Coups de tête, Montréal, 2008)
- Zoélie du Saint-Esprit (Pour adultes, aux Éditions Coups de tête, Montréal, 2010)
- L'ogresse (Pour adultes, aux Éditions Coups de tête, Montréal, 2011)
- "Rouge la chair" (pour adultes, Éditions XYZ, Montréal 2016)